# Дејан Крстић
Дејан Крстић (1971.) је доктор етнолошких  и антрополошких наука, научни сарадник Народног музеја у Зајечару.
Дејан Крстић се бави стручним музејским пословима, етнолошком и антрополошком науком и друштвеним радом, дао значајне радове, запажене и цењене у научним круговима.

## Биографија
Дејан Крстић је рођен у Зајечару 1971. године од оца Слободана рођеног у Дејановцу и мајке Рузмаринке, рођене у Ошљану. Основну школу и гимназију завршио је у Зајечару. Матурирао је 1990. године. После завршене средње школе уписао је Филозофски факултет у Београду, смер за етнологију и антропологију, који је завршио 1996. године.
Након стицања звања дипломираног етнолога и антрополога запослио се као стручни сарадник у Културно-просветној заједници града Зајечара, где је радио на организацији културних манифестација, на пословима презентована фолклорног наслеђа општине Зајечар. Овде је остао до 2000. године. Од 2001. године до данашњег дана ради у Народном музеју у Зајечару, на многим пословима. Године 2002. изабран је у звање кустоса. Убрзо је уписао постдипломске студије на Филозофском факултету у Београду смер Национална етнологија и антропологија, које је завршио 2007 године, после чега је добио звање вишег кустоса.
Ово звање је имао до 2014. године, када је добио звање музејског саветника. У међувремену је уз рад пријавио докторску дисертацију, коју је припремно и одбранио 2014. године на истом факултету. Уз свој професионални рад године 2013. обављао је функцију помоћника градоначелника за културу, туризам и прекограничну сарадњу у Градској управи у Зајечару.
Радећи у Народном музеју године 2016. и 2017. вршио је дужност директора музеја. Бавио се богатим истраживачким радовима у оквиру своје струке. Водио је и осмишљавао музејске збирке. Збирку етнографских предмета која располаже са око 4.000 предмета са подручја источне и југоисточне Србије и збирке фотографија везаних за одговарајуће предмете. Радећи на терену, обезбеђивао је велики број етнографских предмета за Етнолошку збирку музеја. Радио је са сарадницима, а једним делом и самостално, на сталној поставци Народног музеја Зајечар, која je отворена 2010. године, за коју је Национални комитет за Србију међународне музејске организације ИКОМ 2011. године Музеј наградио почасним називом „Музеј године". Посебно се издваја поставка ,, Вечити круг" са појасевима етнолошке збирке Народног музеја Зајечар, чији је аутор Дејан Крстић, а која је од 2012 до 2018. године приређена на 29 локација широм Србије.
Дејан Крстић је поред стручног рада у Музеју, организовао и презентацију резултата рада у Музеју, преко локалних и националних медија, посебно представљајући традиционалне занате (грнчарије и опанчарства) теренским и студијским екскурзијама и изложбама у Србији, Бугарској. Македонији и Румунији. Уз то, радио је на организовању изложби и реализацији више пројеката као што су уређење Археолошког локалитета Ромулијана и Радул-беговог конака. Основао је прву конзерваторијску радионицу у Музеју, радио на оснивању етно-парка на територији Зајечара и других пројеката.
Тренутно живи и ради у Зајечару.

## Научни рад
Прве теренске учинио је као матурант 1990. године. У току студија од 1991. до 1996. године активно записује стнолошке и антрополошке занимљивости, а тим се бави до данашњег дана, тражећи научне основе свог истраживања на подручју Књажевца, Зајечара и шире. Од 2002. до 2008. године радио је у музеју у звању кустоса. У међувремену уписао је постдипломске студије на Филозофском факултету у Београду, смер Национална етнологија и антропологија, које је завршио 2007. године одбраном магистарског рада под насловом Културна места средњег Тимока и стекао звање магистра етнолошких и антрополошких наука.
Радећи у музеју као етнолог и антрополог, пријавио је докторску тезу у Београду, коју је припремио и одбранио 2014. године на Филозофском факултету у Београду, на Одељењу за етнологију  и антропологију на тему под насловом Конструкција идентитета Торлака у Србији и Бугарској и стекао звање доктора етнолошких и антрополошких наука. Припремајући дисертацију, вршио је обимна истраживана у ширем региону западне Старе планине, са обе стране државне границе источне и југоисточне Србије и северозападне Бугарске.
Крстић је до сада објавио 6 монографија, 70 ауторских радова, око 300 стручних и информативних текстова. Још од апсолвентског стажа па до данас учествовао је на преко 30 научних и стручних скупова Србији, Бугарској и Македонији. Од 2011 године члан  је групе која ради на пројекту Одрживост идентитета Срба и националних мањина  у пограничним општинама источне  Србије, који се спроводи на Катедри за друштвене науке Машинског факултета Универзитета у Нишу, а финансира га Министарство просвете и технолошког развоја Републике Србије. Дејан Крстић је код наведеног министарства добио звање научног сарадника.
Крстић се бавио многим темама у својим истраживањима. Неке од њих су славски, заветински и други сродни обичаји и веровања, етно-медицина и ветерина, митолошки смисао духовне културе, музичко и хорско наслеђе, усмено фолклорно наслеђе, дијалекти источне и југоисточне Србије, етнопсихологија, народне ношње, традиционална привреда, традиционална социјална култура и много тога што спада у област његовог научног интересовања. Поменуте и друге теме осмишљавале су локална књижевника и зајечарска подручја и регионалног, националног и балканског подручја стављајући резултате истраживања у међуцивилизацијски и општељудски контекст. Др Дејан Крстић се својим темељним и значајним научним радом афирмисао тако и толико да је у научним круговима уважаван као један од истакнутих теренских истраживача из своје области интересовања. Обавио је велики број студијских путовања по балканским земљама и света ради упознавања етнолошких и етнографских карактеристика тих земаља.

## Друштвено-политички рад
Дејан Крстић је, поред свог научног и стручног рада, доста и друштвено-политички ангажован у средини у којој живи и ради. Још је као средњошколац био члан фолклорног ансамбла Дома омладине у Зајечару, председник је Завичајног друштва Тимочана Торлака са седиштем у Минићеву (општина Књажевац), уредник је листа Торлак и активни сарадник у њему, члан је и учесник неколико невладиних организацију завичајног карактера. Од 2001. до 2013. године био је председник Месне заједнице „Карађорђев венац” у Зајечару, где је постигао завидан успех у раду. Политиком се активно бавио. Године 2005, његово политичко ангажовање профилисао је у политичку групацију под именом „Дејан Крстић", која је учествовала у политичком животу града Зајечара. На основу тог политичког ангажовања 2012. године био је одборник у Скупштини града Зајечара, а 2013. помоћник градоначелника за културу, туризам и прекограничну сарадњу.
Као активни друштвени радник био је члан Комисије за депопулацију и подстицај рађана града Зајечара, председник Школског одбора Музичке школе „Стеван Мокрањац" у Зајечару, члан Управног одбора Туристичке организације града Зајечара, председник Надзорног одбора Центра за рехабилитацију Гамзиградска бања и члан градске комисије за именовање улица.
У приватном животу активно се бави музиком (хармоника). Има свој оркестар староградског акустичног типа „Тихе нови".